# Lewis Cohen, Baron Cohen of Brighton
Lewis Coleman Cohen, Baron Cohen of Brighton (* 28. März 1897; † 21. Oktober 1966) war ein britischer Wirtschaftsmanager und Politiker der Labour Party, der zeitweise Bürgermeister von Brighton war und 1965 als Life Peer aufgrund des Life Peerages Act 1958 Mitglied des House of Lords wurde.

## Leben
Cohen, der aus einer jüdischen Familie und Sohn eines Juweliers war, absolvierte seine Schulausbildung an den Grammar Schools in Hastings und Brighton sowie der École Moyenne de Saint-Giles in Brüssel. Seine berufliche Laufbahn begann er 1929 als Sekretär des Bauunternehmens Brighton and Sussex Building Society.
Seine politische Laufbahn begann Cohen in der Kommunalpolitik, als er 1930 als Kandidat der Labour Party erstmals zum Mitglied des Stadtrates von Brighton gewählt wurde, dem er mehrere Jahrzehnte lang angehörte. 1933 wurde er Geschäftsführender Direktor der Brighton and Sussex Building Society. In dieser Zeit setzte er sich für die jüdische Gemeinde in Brighton ein.
Während seiner Amtszeit als Bürgermeister von Brighton engagierte sich Cohen zwischen 1956 und 1957 zusammen mit Howard Johnson, der die Conservative Party als Mitglied im Stadtrat von Brighton sowie zwischen 1950 und 1959 als Abgeordneter den Wahlkreis Brighton Kemptown im House of Commons vertrat, für die Gründung einer kommunalen Wohnungsbaugesellschaft. Nachdem er seit 1959 Vorstandsvorsitzender und Geschäftsführender Direktor der aus Brighton and Sussex Building Society hervorgegangenen Alliance Building Society war, übernahm er 1964 die Funktion eines Beigeordneten (Alderman) von Brighton.
Durch ein Letters Patent vom 13. Mai 1965 wurde Cohen aufgrund des Life Peerages Act 1958 als Life Peer mit dem Titel Baron Cohen of Brighton, of Brighton in the County of Sussex, in den Adelsstand erhoben und gehörte damit bis zu seinem Tod dem House of Lords als Mitglied an.